# Europees kampioenschap voetbal 2012 (Groep D) Zweden - Frankrijk
Dit artikel gaat over de wedstrijd in de groepsfase in groep D tussen Zweden en Frankrijk die gespeeld werd op dinsdag 19 juni 2012 tijdens het Europees kampioenschap voetbal 2012.
Het was de vierentwintigste wedstrijd van het toernooi en werd gespeeld in het NSK Olimpiejsky in Kiev.

## Voorafgaand aan de wedstrijd
- Op de FIFA-wereldranglijst van mei 2012 stond Zweden op de 17e plaats, Frankrijk op de 16e plaats.[1]

## Wedstrijdgegevens

De basisopstellingen van beide landen

| Datum                | 19 juni 2012                   | 19 juni 2012                   |
| Wedstrijdnummer      | 24                             | 24                             |
| Stadion              | NSK Olimpiejsky, Kiev          | NSK Olimpiejsky, Kiev          |
| Toeschouwers         | 63.010                         | 63.010                         |
| Scheidsrechter       | Pedro Proença                  | Pedro Proença                  |
| Assistenten          | Bertino Miranda Ricardo Santos | Bertino Miranda Ricardo Santos |
| Vierde man           | Pol van Boekel                 | Pol van Boekel                 |
| Man van de wedstrijd | Zlatan Ibrahimović             | Zlatan Ibrahimović             |
|                      | Zweden                         | Frankrijk                      |
| Doelpunten           | 2                              | 0                              |
| Gele kaarten         | 2                              | 1                              |
| Rode kaarten         | 0                              | 0                              |
| Wissels              | 0                              | 0                              |
| Schoten op doel      | 7                              | 8                              |
| Schoten naast doel   | 5                              | 13                             |
| Overtredingen        | 9                              | 9                              |
| Hoekschoppen         | 2                              | 8                              |
| Buitenspel           | 6                              | 1                              |
| Vrije trappen        | 15                             | 23                             |
| Balbezit (tijd)      | 0                              | 0                              |
| Balbezit (%)         | 40                             | 60                             |

| Zweden | 2 – 0           | Frankrijk |
| (Sebastian Larsson) Zlatan Ibrahimović 54' (Samuel Holmén) Sebastian Larsson 90+1'                                                                                                   | goals (assists) | |
| Erik Hamrén | bondscoach      | Laurent Blanc |
| Andreas Isaksson Olof Mellberg Andreas Granqvist Martin Olsson Jonas Olsson Sebastian Larsson Anders Svensson 79' Kim Källström Zlatan Ibrahimović Emir Bajrami 46' Ola Toivonen 78' | opstellingen    | Hugo Lloris Mathieu Debuchy Adil Rami Philippe Mexès Gaël Clichy 83' Yann M'Vila 77' Samir Nasri Alou Diarra Franck Ribéry Karim Benzema 59' Hatem Ben Arfa |
| Christian Wilhelmsson 46' Pontus Wernbloom 78' Samuel Holmén 79' | wissels         | 59' Florent Malouda 77' Jérémy Ménez 83' Olivier Giroud |
| Anders Svensson 70' Samuel Holmén 81' | gele kaarten    | 68' Philippe Mexès |
| | rode kaarten    | |

## Wedstrijden
| Groepswedstrijden | | | |
| Groep A | Groep B | Groep C                                                                                               | Groep D |
| Polen - Griekenland Rusland - Tsjechië Griekenland - Tsjechië Polen - Rusland Tsjechië - Polen Griekenland - Rusland | Nederland - Denemarken Duitsland - Portugal Denemarken - Portugal Nederland - Duitsland Portugal - Nederland Denemarken - Duitsland | Spanje - Italië Ierland - Kroatië Italië - Kroatië Spanje - Ierland Kroatië - Spanje Italië - Ierland | Frankrijk - Engeland Oekraïne - Zweden Oekraïne - Frankrijk Zweden - Engeland Engeland - Oekraïne Zweden - Frankrijk |
| Kwartfinales | | | |
| Tsjechië - Portugal                                                                                                  | Duitsland - Griekenland | Spanje - Frankrijk                                                                                    | Engeland - Italië |
| Halve finales | | | |
| ‎Portugal - Spanje | ‎Portugal - Spanje | Duitsland - Italië                                                                                    | Duitsland - Italië                                                                                                   |
| Finale | | | |
| Spanje - Italië | | | |